# Wilhelm Hansmann
Wilhelm Hansmann (* 29. Oktober 1886 in Eichlinghofen; † 27. Oktober 1963 in Dortmund) war ein deutscher Politiker (SPD). Er war Landrat der Landkreise Hörde und Ennepe-Ruhr, preußischer und nordrhein-westfälischer Landtagsabgeordneter und von 1946 bis 1954 Oberstadtdirektor in Dortmund.

## Leben
Wilhelm war das älteste von neun Kindern des Politikers Heinrich Hansmann und seiner Ehefrau Emma Hansmann, geborene Ruhfus. Er machte zunächst eine Lehre als Gärtner und besuchte dann das Johanneum in Hamburg. Am 5. Februar 1905 trat er in die Sozialdemokratische Partei Deutschlands (SPD) ein und übernahm die Leitung des Eichlinghofer Ortsvereins von seinem Vater. Von 1906 bis 1908 besuchte er die Freie Hochschule in Berlin.
Zu Beginn des Ersten Weltkriegs wurde er zum Heer eingezogen und nahm als Soldat an den Schlachten um Lüttich, Verdun und Reims teil. Diese Erfahrungen machten ihn zum überzeugten Kriegsgegner. Er kehrte verwundet in seine Heimat zurück und begann erneut mit der politischen Arbeit. Er war zunächst Arbeiter- und Soldatenrat in Arnsberg. Dort freundete er sich mit der Familie des Regierungspräsidenten Max König an. Dessen Tochter, Rosa Eleonore König heiratete er 1920, sie verstarb jedoch schon drei Jahre später.
Von 1919 bis zu dessen Eingemeindung nach Dortmund 1928 war Wilhelm Hansmann Landrat des Landkreises Hörde.  Er setzte sich vor allem sozialpolitisch ein, etwa bei der Einrichtung von Kinderheimen oder im Wohnungsbau. Daneben war er unter anderem an der Gründung der Vereinigten Elektrizitätswerke Westfalen AG (VEW) und der Dortmunder Wasserwerke GmbH beteiligt. Hansmann heiratete erneut, diesmal die Ärztin Charlotte Hansmann, geborene Steinkopf.
Seit 1928 gehörte er dem Preußischen Landtag an, ein Jahr später wurde er erneut Landrat, diesmal im Ennepe-Ruhr-Kreis. Im Zuge einer Affäre um von ihm über die Moral der Soldaten während des Ersten Weltkriegs getätigter Äußerungen verlor er die Position des Landrates am 23. Juni 1931 nach Beschluss des preußischen Staatsministeriums. Der Justizreferendar Hans Bernd Gisevius, Düsseldorf, hatte behauptet, Hansmann habe in größeren Versammlungen von den deutschen Frontsoldaten gesagt, dass sie "besoffen wie die Schweine" zum Sturm gegangen wären. Nur dann hätten sie Mut und Tapferkeit gezeigt, wenn sie unter Alkohol gestanden hätten. Das Landgericht Düsseldorf bestätigte in einem Urteil am 29. August 1931 den Wahrheitsbeweis dieser Behauptung des Beklagten Dr. Gisevius, obgleich nicht alle geladenen Zeugen dies eindeutig bestätigen konnten und der frühere Landrat Hansmann dies auch bestritt. Unmittelbar nach der Machtergreifung erhielt er Redeverbot. Am 17. März 1933 wurde er von Nationalsozialisten überfallen und misshandelt.
Mit Hilfe seiner Schwester Martha Neumann (geb. Hansmann) floh Hansmann über Düsseldorf und Köln nach Saarbrücken, wo er sich aktiv im Widerstand gegen die Nationalsozialisten engagierte. Das Saargebiet stand von 1920 bis 1935 unter französischer Verwaltung. Hansmann stand im August 1933 auf der Ersten Ausbürgerungsliste des Deutschen Reichs. Nach dem Anschluss des Saargebiets emigrierte er ins französische Morsbach (bei Forbach), die Genehmigung zum Aufenthalt in Grenznähe hatte er vom französischen Innenminister Albert Sarraut persönlich erhalten. Er schloss sich kurzfristig der Résistance an und emigrierte 1942 ins schweizerische Winterthur-Seen.

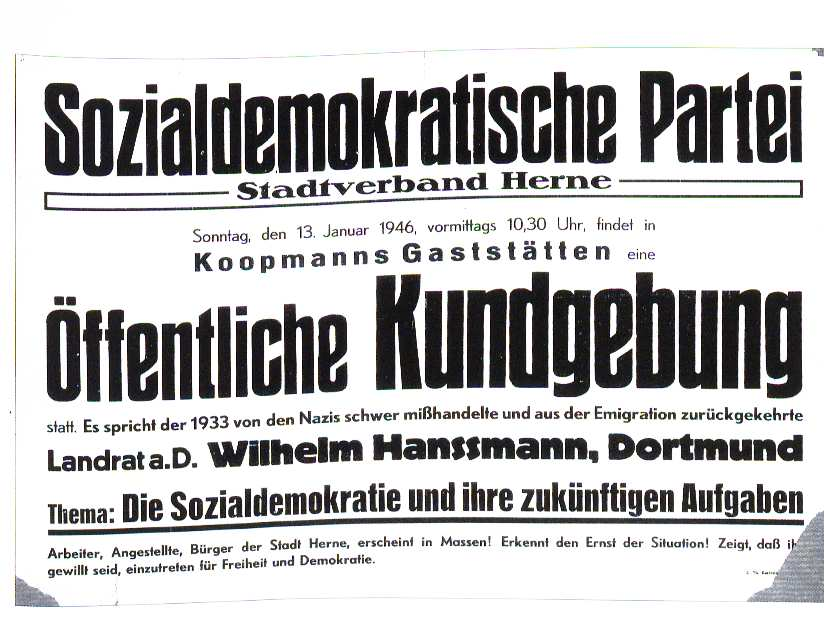
Wilhelm Hansmann spricht in Herne 1946

Am 30. Oktober 1945 kehrte er nach Dortmund zurück und nahm die politische Arbeit wieder auf. Er war Mitbegründer der Europäischen Bürgermeistervereinigung und gehörte dem ersten Ratsgremium nach dem Zweiten Weltkrieg an. Anfang 1946 war er für kurze Zeit Oberbürgermeister der Stadt Dortmund. Am 16. April 1946 wurde er zum Oberstadtdirektor Dortmunds gewählt. Er wurde Mitglied des Ernannten Landtags von Nordrhein-Westfalen, konzentrierte sich aber anschließend wieder auf die Kommunalpolitik. In seine Ära fiel der Wiederaufbau der Stadt, darunter auch der Neubau der Westfalenhalle, der Bau des Theaters am Hiltropwall und des neuen Stadthauses. Auf seine Initiative geht der hohe Grünanteil in Dortmund zurück sowie die Gründung des Dortmunder Zoos. Er war außerdem an der Gründung der Sozialakademie Dortmund und der Auslandsgesellschaft Nordrhein-Westfalen beteiligt. Für die Stadt Dortmund nahm er Mitgliedschaften im Landschaftsverband Westfalen-Lippe, im Ruhrtalsperrenverein und im Ruhrsiedlungsverband wahr. Seine Amtszeit wurde per Ratsbeschluss mehrfach über die Pensionsgrenze verlängert, am 31. Dezember 1954 legte er schließlich sein Amt als Oberstadtdirektor nieder. Er vertrat die Stadt aber weiterhin als Aufsichtsratsvorsitzender der VEW (1946–1963), der Dortmunder Stadtwerke und der Konsumgenossenschaft Dortmund-Hamm.
Wilhelm Hansmann starb im Jahr 1963 in Dortmund.

## Auszeichnungen
Wilhelm Hansmann wurde am 17. Dezember 1956 die Ehrenbürgerschaft der Stadt Dortmund verliehen. Er war der erste Träger dieser Auszeichnung in Dortmund nach dem Zweiten Weltkrieg.
Eine Begegnungsstätte für ältere Menschen (Wilhelm-Hansmann-Haus) in Dortmund und eine Kleingartenanlage in Dortmund-Wambel sind nach ihm benannt.